# Fluidesign
Fluidesign je kanadský výrobce závodních veslařských lodí. Patří mezi pět nejdůležitějších a největších výrobců na světě.[zdroj⁠?!] Hlavními odběrateli lodí Fluidesign, jsou veslařské federace z Kanady a ze Spojených států amerických. Společnost sídlí ve městě London v kanadském Ontariu.

## Historie
Fluidesign založil v Kanadě Gord Henry, který byl po dobu 30 let aktivním veslařem. Závodil jak na mistrovstvích světa, tak také v roce 1988 na Olympijských hrách v Soulu. Před založením Fluidesignu pracoval Gord Henry pět let v továrně na výrobu veslařských lodí. Poté pracoval rok v leteckém průmyslu, kde se seznámil s leteckými výrobními materiály, které pak aplikoval při výrobě svých lodí.

## Konstrukce
Společnost Fluidesign přišla jako první výrobce na světě s loděmi, které mají umístěný krákorec (křídlo) za veslařem. Krákorec za veslařem přináší několik výhod a to: loď je stabilnější, eliminuje se kroutivý moment při odhozu a krákorec je výše nad hladinou, což představuje výhodu ve vlnách. V dnešní době začínají používat toto vylepšení i ostatní výrobci lodí. Při výrobě trupu používá Fluidesign vícesměrové vrstvy tkaniny a uhlíkový kompozit s pěnovým jádrem.

## Modely lodí
Základním modelem lodí Fluidesign je tzv. EL Model. Druhým modelem lodi je Elite Model, který představuje elitní třídu těchto lodí. Hlavním rozdílem mezi základním modelem a elitní třídou je trup. U základního modelu je trup nalakován uretanovou barvou, která zvýší váhu lodi o 900 gramů.

## Typy lodí
Společnost vyrábí tři typy lodí:
1. Skif (1x)
2. Dvojskif (2x)
3. Dvojka (2-)

Párová čtyřka (4x-) má být brzy k dispozici.[kdy?]

## Výsledky
Fluidesign lodě startují na všech vrcholných veslařských akcích světa, jako jsou Olympijské hry, Mistrovství světa, Mistrovství Evropy nebo na největší veslařské regatě na světě Head of the Charles.
Největším výsledkem je nejlepší světový čas na skifu Zacem Purchasem v roce 2006 na Mistrovství světa v Etonu (Anglie) a start dvojskifu na Olympijských hrách v Pekingu v roce 2008.